# Skomorochy (gmina)
Skomorochy – dawna gmina wiejska istniejąca w latach 1934–1939 w woj. lwowskim. Siedzibą gminy były Skomorochy (obecnie wieś na Ukrainie; Скоморохи).
Gmina zbiorowa Skomorochy została utworzona 1 sierpnia 1934 roku w powiecie sokalskim w woj. lwowskim z dotychczasowych jednostkowych gmin (wsi):  Baranie Peretoki, Cieląż, Horodłowice, Ilkowice, Pieczygóry, Skomorochy, Stanisławówka, Steniatyn, Świtarzów i Ulwówek.
We wrześniu 1939 roku obszar gminy został zajęty przez wojska radzieckie, oprócz gromad Cieląż, Horodłowice, Pieczygóry i Ulwówek, zajętych przez Niemcy i włączonych do gminy Chorobrów, która weszła w skład powiatu hrubieszowskiego w dystrykcie lubelskim (GG). W 1941 roku także pozostały obszar gminy znalazł się pod okupacją niemiecką (GG, dystrykt Galicja), po czym gminę zniesiono, a jej obszar włączono do nowo utworzonych gmin Steniatyn (główna część) i Sokal (tylko Ilkowice) w powiecie kamioneckim.